# Wije Serbii
Wije Serbii – ogół taksonów stawonogów z podtypu wijów (Myriapoda), których występowanie stwierdzono na terytorium Serbii.

## Pareczniki(Chilopoda)

### Rząd:drewniakokształtne(Lithobiomorpha)

#### Rodzina:drewniakowate(Lithobiidae)
Z Serbii wykazano:
- Eupolybothrus fasciatus
- Eupolybothrus transsylvanicus
- Eupolybothrus tridentinus
- Eupolybothrus grossipes
- Harpolithobius anodus
- HarpoJithobius dentatus
- Lithobius burzenlandicus
- Lithobius castaneus
- Lithobius crassipes
- Lithobius erytrocephalus
- Lithobius forficatus
- Lithobius lakatnicensis
- Lithobius macilentus
- Lithobius matici
- Lithobius melanops
- Lithobius mutsbilis
- Lithobius nigripalpis
- Lithobius peregrinus
- Lithobius petnicensis
- Lithobius serbicus
- Lithobius validus

### Rząd:przetarcznikokształtne(Scutigeromorpha)
W Serbii stwierdzono tylko jeden gatunek z rodziny Scutigeridae:
- Scutigera coleoptrata

### Rząd:skolopendrokształtne(Scolopendromorpha)

#### Rodzina:Cryptopidae
Z Serbii wykazano:
- Cryptops anomalans
- Cryptops hortensis
- Cryptops parisi[2]

#### Rodzina:skolopendrowate(Scolopendridae)
Z Serbii wykazano:
- Scolopendra cingulata – skolopendra paskowana

### Rząd:zieminkokształtne(Geophilomorpha)

#### Rodzina:Dignathodontidae
Z Serbii wykazano:
- Dignathodon microcephalum
- Henis illyrica

#### Rodzina:Linotaeniidae
Z Serbii wykazano:
- Strigamia acuminata
- Strigamia engandina
- Strigamia transsilvanica

#### Rodzina:Schendylidae
Z Serbii wykazano:
- Schendyla camiolensis

#### Rodzina:zieminkowate(Geophilidae)
Z Serbii wykazano:
- Clinopodes flavidus
- Clinopodes polytrichus
- Geophilus clcctricus
- Geophilus insculptus
- Geophilus linesris
- Necrophloeophagus longicomi

## Dwuparce(Diplopoda)

### Rząd:strzępnice(Polyxenida)

#### Rodzina:strzępnicowate(Polyxenidae)
W Serbii stwierdzono tylko jeden gatunek:
- Polyxenus lagurus – strzępnica zającowata

### Rząd:skulice(Glomerida)

#### Rodzina:skulicowate(Glomeridae)
Z Serbii wykazano:
- Glomeris hexasticha
- Glomeris klugii
- Glomeris pustulata
- Haploglomeris multistriata
- Hyleoglomeris faberi
- Onychoglomeris herzogowinensis
- Trachysphaera costata
- Trachysphaera corcyraea[4]
- Trachysphaera cristangula[4]
- Trachysphaera lobotarsus
- Trachysphaera schmidtii[4]
- Trachysphaera similicostata[4]

#### Rodzina:Glomeridellidae
Z Serbii wykazano:
- Typhloglomeris ljubetensis

### Rząd:Polyzoniida

#### Rodzina:Polyzoniidae
Z Serbii wykazano:
- Polyzonium germanicum

### Rząd:Callipodida

#### Rodzina:Dorypetalidae
Z Serbii wykazano:
- Dorypetalum degeneran

#### Rodzina:Schizopetalidae
Z Serbii wykazano:
- Apfelbeckia insculpta
- Callipodella fasciata

### Rząd:Chordeumatida

#### Rodzina:Anthroleucosomatidae
Z Serbii wykazano:
- Belbogosoma bloweri
- Belbogosoma stribogi[5]
- Cornogonopus pavicevici[6]
- Dazbogosoma mokoshae[7]
- Dazbogosoma naissi
- Perunosoma trojanicum
- Serbosoma beljanicae
- Serbosoma crucis
- Serbosoma kucajensis
- Serbosoma lazarevensis
- Serbosoma zagubicae
- Svarogosoma bozidarcurcici

#### Rodzina:Chordeumatidae
Z Serbii wykazano:
- Melogona broelemanni

#### Rodzina:Craspedosomatidae
Z Serbii wykazano:
- Craspedosoma  transsylvanicum
- Dyocerasoma drimicum
- Dyocerasoma lignivorum

#### Rodzina:Haaseidae
Z Serbii wykazano:
- Haasea guidononveilleri
- Haasea intermedia
- Haasea microcorna
- Haasea plasana

#### Rodzina:Hungarosomatidae
Z Serbii wykazano:
- Hungarosoma bokori

#### Rodzina:Mastigophorophyllidae
Z Serbii wykazano:
- Mastigona bosniensis

### Rząd:krocionogi właściwe(Julida)

#### Rodzina:Blaniulidae
Z Serbii wykazano:
- Cibiniulus phlepsii
- Nopoiulus kochii

#### Rodzina:krocionogowate(Julidae)
Z Serbii wykazano:
- Acanthoiulus fuscipes
- Brachyiulus bagnalli
- Chromatoiulus podabrus
- Cylindroiulus boleti
- Cylindroiulus horvathi[9]
- Cylindroiulus luridus
- Enantiulus nanus
- Julus terrestris
- Lamellotyphlus belevodae
- Lamellotyphlus sotirovi
- Leptoiulus ivanjicae
- Leptoiulus macedonicus
- Leptoiulus sarajevensis
- Leptoiulus simplex
- Leptoiulus trilineatus
- Megaphyllum austriacum
- Megaphyllum bosniense
- Megaphyllum carniolense
- Megaphyllum crassum
- Megaphyllum dentatum
- Megaphyllum montivagum
- Megaphyllum platyurum
- Megaphyllum transsylvanicum
- Megaphyllum unilineatum
- Ommatoiulus sabulosus
- Ophyiulus curvipes
- Pachyiulus cattarensis
- Pachyiulus hungaricus
- Pachyiulus varius
- Serboiulus deelemani
- Serboiulus kresnik
- Serboiulus lucifugus
- Typhloiulus albanicus
- Typhloiulus incurvatus
- Typhloiulus nevoi
- Typhloiulus serborum
- Typhloiulus strictus
- Unciger foetidus
- Unciger transsilvanicum
- Xestoiulus fontisherculis
- Xestoiulus imbecilus
- Xestoiulus luteus

#### Rodzina:Nemasomatidae
Z Serbii wykazano:
- Nemasoma varicorne

### Rząd:węzławce(Polydesmida)

#### Rodzina:węzławcowate(Paradoxosomatidae)
Z Serbii wykazano:
- Oxidus gracilis[10]
- Strongylosoma stigmatosum[3]

#### Rodzina:rosochatkowate(Polydesmidae)
Z Serbii wykazano:
- Brachydesmus attemsii
- Brachydesmus avalae
- Brachydesmus dadayi
- Brachydesmus femoralis
- Brachydesmus herzogowinensis
- Brachydesmus jalzici
- Brachydesmus ljubetensis
- Brachydesmus pancici
- Brachydesmus polydesmoides
- Brachydesmus sjenicae
- Brachydesmus subterraneus
- Brachydesmus troglobius
- Polydesmus collaris
- Polydesmus complanatus
- Polydesmus denticulatus
- Polydesmus edentulus
- Polydesmus ignoratus
- Polydesmus mediterraneus
- Polydesmus renschi
- Polydesmus schaessburgensis
- Polydesmus subscabratus

#### Rodzina:Trichopolydesmidae
Z Serbii wykazano:
- Balkanodesminus serbicus